# Lemberg pri Novi Cerkvi
Lemberg pri Novi Cerkvi este o localitate din comuna Vojnik, Slovenia, cu o populație de 119 locuitori.